# Ken Kandodo
Ken Kandodo (Kasungu, siglo XX) es un economista, empresario y político malauí.  
Se desempeñó como Ministro de Finanzas de Malaui entre 2009 y 2011, tras una reorganización en el Gabinete de Malawi, y como Ministro de Trabajo entre 2020 y 2021. Kandodo es sobrino nieto del expresidente Hastings Banda. Es un chewa de la región central de Malawi.

## Biografía

### Primeros años y carrera
Asistió a la Universidad de Malaui, de donde se graduó en 1983 con una licenciatura en Ciencias Sociales, con especialización en Economía. También asistió a la Universidad de Strathclyde, en Escocia, donde obtuvo un MBA en Finanzas. Trabajó como auditor de KPMG en Reino Unido, Malaui y Mozambique. Posteriormente fue nombrado como consultor principal de UNICEF, ocupando el cargo por 6 años; también fue consultor principal de la UNICEF en Mozambique, encargado de desarrollar sistemas financieros para administrar el Fondo Común contra el VIH/SIDA. Antes de ser elegido al Parlamento, fue presidente de la Junta de Aguas de Lilongüe y de la Agencia Nacional de Reserva de Alimentos.

### Carrera política
Kandodo se convirtió en un miembro destacado del Partido del Congreso de Malaui. En 2006 se unió al Partido Demócrata Progresista. Kandodo fue elegido miembro del Parlamento de Kasungu Central en mayo de 2009.
Fue nombrado Ministro de Finanzas el 15 de junio de 2009, en reemplazo de Goodall Gondwe. Ken Kandodo introdujo el impopular Presupuesto de Déficit Cero en Malaui en 2011, bajo la administración de Bingu wa Mutharika. Este fue un proyecto de ley muy impopular en un momento en que la crisis económica en Malaui condujo a niveles extremos de escasez de alimentos, cambio de divisas y una mala gestión económica en general. Esto llevó a las protestas de Malaui de 2011, las cuales tuvieron alcance nacional.  Kandodo fue reemplazado 2 mese después de las protestas por Ken Lipenga, como parte de la reorganización del gabinete que tuvo lugar el 8 de septiembre de 2011.
Tras las elecciones presidenciales de 2020, fue designado Ministro de Trabajo por el nuevo Presidente Lazarus Chakwera en junio de 2020. Sin embargo, fue destituido pocos meses después, en abril de 2021, tras descubrirse un desfalco en los fondos destinados al combate de la pandemia del COVID-19 y asignados al Ministerio de Trabajo. También fueron capturados 19 funcionarios del Ministerio.

### Filantropía
Es patrocinador del Trofeo Ken Kandodo, que otorga premios a los equipos de fútbol y netball en Kasungu y sus alrededores.

### Vida privada
En 1991, se casó con Monica Kandodo (de soltera Chavula), con quien tiene dos hijas.
Su prima, Jane Dzanjalimodzi, fue nombrada Primera Secretaria de la Embajada de Malaui en Egipto en noviembre de 2010.